# Wahlbekanntmachung

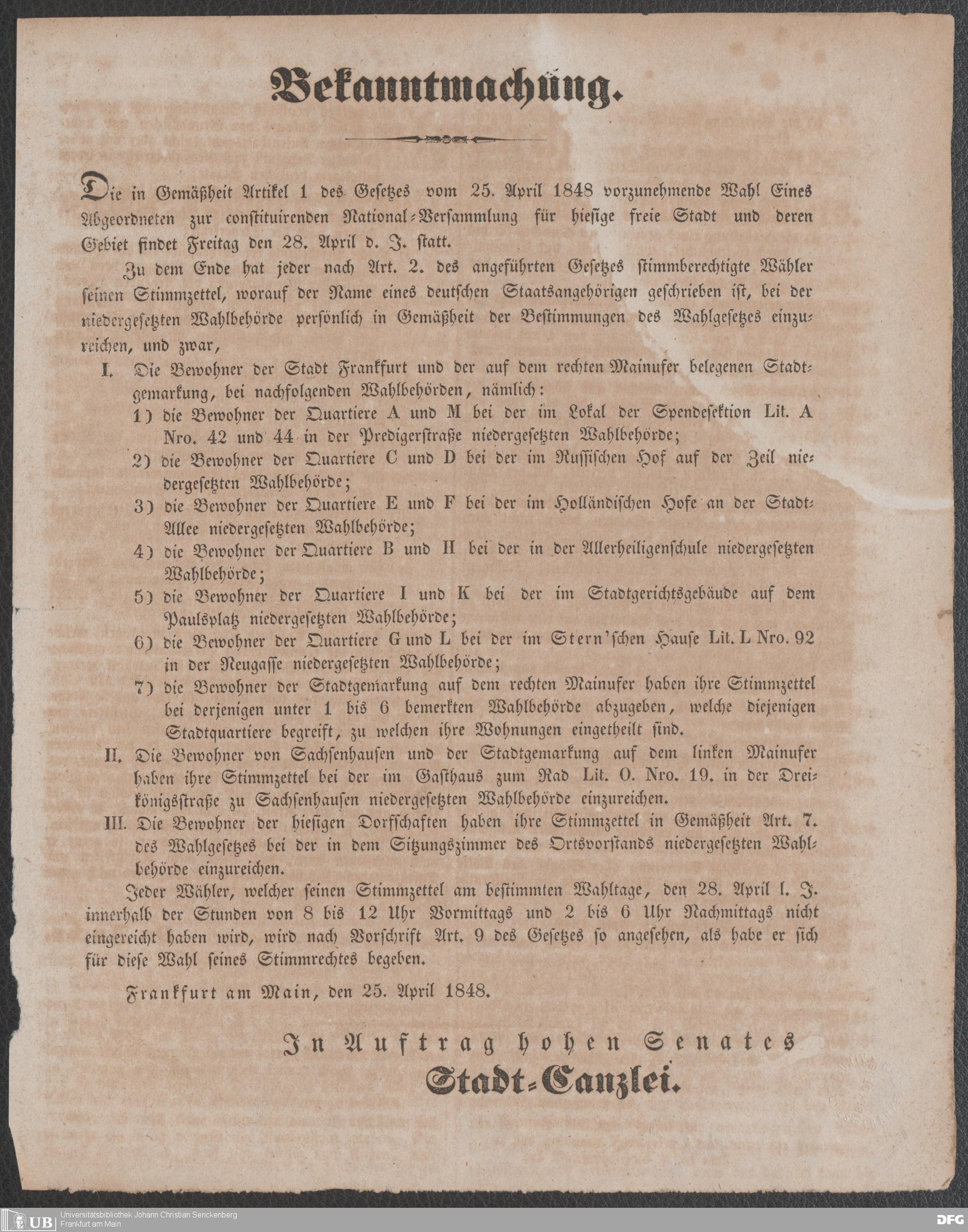
Wahlbekanntmachung zur Wahl der Frankfurter Nationalversammlung 1848

Die Wahlbekanntmachung ist die Amtliche Bekanntmachung der Durchführung einer Wahl und der Wahlmodalitäten.
Wahlbekanntmachungen erfolgen – je nach Wahl – in Form öffentlicher Aushänge, Veröffentlichung in Amtsblättern oder anderen Zeitungen, dem Internet oder anderer geeigneter Form. Inhalt, Zeitpunkt und Form der Veröffentlichung ist typischerweise in Wahlordnungen oder Wahlgesetzen beschrieben.
Für die Wahl des Deutschen Bundestages ist der Wahlbekanntmachung in § 48 Bundeswahlordnung festgelegt. Danach hat die Wahlbekanntmachung durch die Gemeindebehörde spätestens am sechsten Tage vor der Wahl Beginn und Ende der Wahlzeit sowie die Wahlbezirke und Wahlräume öffentlich bekannt zu machen. Die Wahlbekanntmachung erfolgt gemäß einem einheitlichen Muster, das als Anlage 27 der Bundeswahlordnung beigefügt ist. Dabei weist die Gemeindebehörde darauf hin, dass
1. der Wähler eine Erststimme und eine Zweitstimme hat,
2. die Stimmzettel amtlich hergestellt und im Wahlraum bereitgehalten werden,
3. welchen Inhalt der Stimmzettel hat und wie er zu kennzeichnen ist,
4. in welcher Weise mit Wahlschein und insbesondere durch Briefwahl gewählt werden kann,
5. dass nach § 14 Abs. 4 des Bundeswahlgesetzes jeder Wahlberechtigte sein Wahlrecht nur einmal und nur persönlich ausüben kann,
6. dass nach § 107a Abs. 1 und 3 des Strafgesetzbuches mit Freiheitsstrafe bis zu fünf Jahren oder mit Geldstrafe bestraft wird, wer unbefugt wählt oder sonst ein unrichtiges Ergebnis einer Wahl herbeiführt oder das Ergebnis verfälscht oder eine solche Tat versucht.

Die Wahlbekanntmachung oder ein Auszug aus ihr mit den Nummern 1, 3, 4 und 6 der Anlage 27 ist vor Beginn der Wahlhandlung am oder im Eingang des Gebäudes, in dem sich der Wahlraum befindet, anzubringen. Dem Auszug ist ein Stimmzettel als Muster beizufügen.